# Tammy Hensley
Tammy Hensley (20 de julio de 1967) es una deportista estadounidense que compitió en judo. Ganó una medalla de bronce en los Juegos Panamericanos de 1991 en la categoría de –72 kg.

## Palmarés internacional
| Juegos Panamericanos | Juegos Panamericanos | Juegos Panamericanos | Juegos Panamericanos |
| Año                  | Lugar                | Medalla              | Categoría            |
| -------------------- | -------------------- | -------------------- | -------------------- |
| 1991                 | La Habana (Cuba)     | Medalla de bronce    | –72 kg               |